# Пам'ятки Снігурівського району
У Снігурівському районі Миколаївської області на обліку перебуває 8 пам'яток архітектури, 49 — історії та 2 — монументального мистецтва (обидві — пам'ятники В.І.Леніну ).

## Пам'ятки архітектури
| №п/п | Охоронний номер | Найменування пам'ятки  | Адреса                                  | Рік                         | Автор          | Фото |
| ---- | --------------- | ---------------------- | --------------------------------------- | --------------------------- | -------------- | ---- |
| 1.   |                 | Волосне правління      | Місто Снігурівка, вул. Жовтнева, 12     | Кінець ХІХ — початок ХХ ст. | О. І. Тищенко  |      |
| 2.   |                 | Залізнична станція     | Місто Снігурівка, вул. Леніна, 38       | 1916                        | О. І. Тищенко  |      |
| 3.   |                 | Кредитне Товариство    | Місто Снігурівка, вул. Жовтнева, 118    | 1891                        | О. І. Тищенко  |      |
| 4.   |                 | Земська лікарня.       | Місто Снігурівка, територія районної    | 1891                        | О. І. Тищиенко |      |
|      |                 |                        | лікарні                                 |                             |                |      |
| 5.   |                 | Паровий млин           | Місто Снігурівка, вул. Чайковського. 69 | 1911                        | О. І. Тищенко  |      |
| 6.   |                 | Церква Різдва Христова | Село Василівка                          | сер. XIX ст                 | О. І. Тищенко  |      |
| 7.   |                 | Миколаївська церква    | Селище Галаганівка                      | Кінець XIX ст.              | О. І. Тищенко  |      |
| 8.   |                 | Залізничний міст       | Станція Любине                          | 1860-1880                   | О. І. Тищенко  |      |
|      |                 |                        |                                         |                             |                |      |

## Пам'ятки історії
| №п/п | Охоронний номер | Найменування пам'ятки | Адреса                                           | Рік            | Автор              | Фото |
| ---- | --------------- | --- | ------------------------------------------------ | -------------- | ------------------ | ---- |
| 1.   | 649             | Братська могила радянських воїнів (6 чоловік). | Село Галаганівка, біля церкви.                   | 1965           |                    |      |
| 2.   | 659             | Братська могила радянських воїнів (11 чоловік) та пам'ятний знак на честь воїнів-земляків, загиблих в роки ВВВ (пам'ятник комплексний).                                          | Селище Красне Знам'я, при в'їзді до села         | 1969           | ск. О. Здіховський |      |
| 3.   | 674             | Братська могила радянських воїнів (2 чоловіки). | Селище Світла Дача, парк по вул. 40 років жовтня | Рек. 1970      |                    |      |
| 4.   | 682             | Братська могила радянських воїнів (12 чоловік). | Селище Тернові Поди, парк.                       | 1946           |                    |      |
| 5.   | 672             | Братська могила радянських воїнів (17 чоловік). | Селище Центральне, центр села, вул. Леніна       | 1964           |                    |      |
| 6.   | 642             | Братська могила радянських воїнів (19 чоловік). | Село Баратівка, центр села                       | 1965           |                    |      |
| 7.   | 1256            | Пам'ятний знак на честь воїнів-земляків, загиблих в роки ВВВ. | Село Баратівка, парк                             | 1967           |                    |      |
| 8.   | 1257            | Братська могила радянських воїнів (2 чоловіки). | Село Бурханівка, кладовище, вул. Лесі Українки   | 1975           |                    |      |
| 9.   | 644             | Братська могила радянських воїнів (14 чоловік) та пам'ятний знак на честь воїнів-земляків, загиблих в роки ВВВ (пам'ятник комплексний).                                          | Село Вавилове, центр села, вул. Миру             | 1965           |                    |      |
| 10.  | 646             | Братська могила радянських воїнів (4 чоловіки) та пам'ятний знак на честь воїнів-земляків, загиблих в роки ВВВ (пам'ятник комплексний).                                          | Село Василівка, парк                             | 1970 рек. 1975 |                    |      |
| 11.  | 1260            | Братська могила радянських воїнів (9 чоловік) та пам'ятний знак на честь воїнів-земляків, загиблих в роки ВВВ (пам'ятник комплексний).                                           | Село Весела Поляна, вул. Шкільна, парк           | 1949           |                    |      |
| 12.  | 650             | Братська могила радянських воїнів (5 чоловік) та пам'ятний знак на честь воїнів-земляків, загиблих в роки ВВВ (пам'ятник комплексний).                                           | Село Горохівське, вул. Шкільна                   | 1965           |                    |      |
| 13.  | 1261            | Пам'ятний знак на честь воїнів-земляків, загиблих в роки ВВВ. | Село Гречанівка, центр села, вул. Інгулецька     | 1967           |                    |      |
| 14.  | 1263            | Пам'ятний знак на честь воїнів-земляків, загиблих в роки ВВВ. | Село Гуляй -Городок, біля школи                  | 1975           |                    |      |
| 15.  | 653             | Братська могила радянських воїнів (13 чоловік). | Село Євгенівка, вул. Леніна                      | 1969           |                    |      |
| 16.  | 654             | Братська могила радянських воїнів (6 чоловік). | Село Єлизаветівка, біля клубу                    | 1969           |                    |      |
| 17.  | 657             | Братська могила радянських воїнів (31 чоловік). | Село Кисилівка, вул. Кірова                      | 1965           |                    |      |
| 18.  | 658             | Братська могила радянських воїнів (9 чоловік). | Село Кобзарці, біля школи                        | 1956           |                    |      |
| 19.  | 1265            | Пам'ятний знак на честь воїнів-земляків, загиблих в роки ВВВ. | Село Кобзарці, парк                              | 1960           |                    |      |
| 20.  | 660             | Братська могила радянських воїнів (9 чоловік). | Село Куйбишеве, вул. Куйбишева                   | 1969           |                    |      |
| 21.  | 1505            | Місце розстрілу на братській могилі (540 чоловік) жертв фашизму. | Село Куйбешеве, при в'їзді до села               | 1967           |                    |      |
| 22.  | 661             | Братська могила радянських воїнів (46 чоловік). | Село Лиманці, кладовище                          | 1969           |                    |      |
| 23.  | 662             | Братська могила радянських воїнів (12 чоловік). | Село Максимівка, центр села, вул. Набережна      | 1969           |                    |      |
| 24.  | 663             | Братська могила радянських воїнів (19 чоловік) та пам'ятний знак на честь воїнів-земляків, загиблих в роки ВВВ (пам'ятник комплексний).                                          | Село Михайлівка, кладовище                       | 1971           |                    |      |
| 25.  | 1266            | Пам'ятний знак на честь воїнів-земляків, загиблих в роки ВВВ. | Село Новокиївка, центр села                      | 1970           |                    |      |
| 26.  | 664             | Пам'ятний знак на честь воїнів-земляків, загиблих в роки ВВВ. | Село Новокондакове, вул. Набережна               | 1951           |                    |      |
| 27.  | 665             | Меморіальний комплекс: — Братська могила радянських воїнів (129 чоловік); — Могила Невідомого радянського воїна; — Пам'ятний знак на честь воїнів-земляків, загиблих в роки ВВВ. | Село Новопетрівка вул. Радянська                 | 1969 рек 1988  |                    |      |
| 28.  | 666             | Братська могила радянських воїнів (17 чоловік). | Село Новософіївка, при в'їзді до села            | 1970           | ск. О. Здіховський |      |
| 29.  | 667             | Братська могила радянських воїнів (13 чоловік) та пам'ятний знак на честь воїнів-земляків, загиблих в роки ВВВ.                                                                  | Село НовотимофіївкаЮ біля школи                  | 1971           |                    |      |
| 30.  | 668             | Пам'ятний знак на честь воїнів-земляків, загиблих в роки ВВВ. | Село Олександрівка, вул. Леніна, парк            | 1965           |                    |      |
| 31.  | 669             | Братська могила радянських воїнів (162 чоловіки) та пам'ятний знак на честь воїнів-земляків, загиблих в роки ВВВ..                                                               | Село Павлівка, кладовище                         | 1969           |                    |      |
| 32.  | 670             | Братська могила радянських воїнів (3 чоловіки). | Село Павло-Мар'янівка, кладовище                 | 1956           |                    |      |
| 33.  | 671             | Місце розстрілу та Братська могила жертв фашизму (768 чоловік). | Село Першотравневе, за селом                     | 1966           |                    |      |
| 34.  | 1267            | Пам'ятний знак на честь воїнів-земляків, загиблих в роки ВВВ. | Село Першотравневе, вул. Леніна, біля школи      | 1974           |                    |      |
| 35.  | 675             | Братська могила радянських воїнів (9 чоловік). | Село Покровське,                                 | 1960           |                    |      |
| 36.  | 673             | Братська могила радянських воїнів (3 чоловіки) та пам'ятний знак на честь воїнів-земляків, загиблих в роки ВВВ (пам'ятник комплексний).                                          | Село Романово-Булгакове, вул. Леніна             | 1948           |                    |      |
| 37.  | 681             | Пам'ятний знак на честь воїнів-земляків, загиблих в роки ВВВ. | Село Тамарине, центр села                        | 1965           |                    |      |
| 38.  | 684             | Братська могила радянських воїнів (56 чоловік). | Село Червона Долина, центр села                  | 1970           |                    |      |
| 39.  | 683             | Братська могила радянських воїнів (4 чоловіки). | Село Червона Зірка, кладовище                    | 1956           |                    |      |
| 40.  | 685             | Братська могила радянських воїнів (14 чоловік). | Село Широке, парк                                | 1944           |                    |      |
| 41.  | 686             | Братська могила радянських воїнів (3 чоловіки). | Село Шмідтове, кладовище.                        | 1965           |                    |      |
| 42.  | 1273            | Пам'ятний знак на честь воїнів-земляків, загиблих в роки ВВВ. | Село Юр'ївка, кладовище                          | 1970           |                    |      |
| 43.  | 688             | Братська могила радянських воїнів (кількість та прізвища не встановлено). | Село Ярове, кладовище                            | 1959           |                    |      |
| 44.  | 1268            | Будинок, в якому знаходився штаб 6-ї Червоної армії. | Місто Снігурівка, вул. Леніна, 8                 | 1967           |                    |      |
| 45.  | 1269            | Братська могила радянських воїнів (94 чоловіки). | Місто Снігурівка, кладовище                      | 1949           |                    |      |
| 46.  | 675             | Братська могила радянських воїнів та партизан (11 чоловік). | Місто Снігурівка, вул. Леніна, 196               | 1965           |                    |      |
| 47.  | 678             | Братська могила радянських воїнів (9 чоловік). | Місто Снігурівка, територія птахофабрики         | 1946           |                    |      |
| 48.  | 1270            | Пам'ятний знак на честь Березнегувато-Снігурівської операції (танк). | Місто Снігурівка, вул. Леніна, 8                 | 1974           |                    |      |
| 49.  | 1271            | Пам'ятний знак на честь воїнів-земляків, загиблих в роки ВВВ. | Місто Снігурівка, вул. Леніна, 87                | 1970           |                    |      |

## Пам'ятки монументального мистецтва
| №п/п | Охоронний номер | Найменування пам'ятки  | Адреса         | Рік  | Автор                       | Фото |
| ---- | --------------- | ---------------------- | -------------- | ---- | --------------------------- | ---- |
| 1.   | 1274            | Пам'ятник Леніну В. І. | Село Баратівка | 1973 | ск. О. Здіховський          |      |
| 2.   | 1504            | Пам'ятник Леніну В. І. | Село Кисилівка | 1977 | ск. О. Ковальов, В. Бутаков |      |
|      |                 |                        |                |      |                             |      |